# Cyrtodactylus seribuatensis
Cyrtodactylus seribuatensis är en ödleart som beskrevs av  Tim Youmans och GRISMER 2006. Cyrtodactylus seribuatensis ingår i släktet Cyrtodactylus och familjen geckoödlor. Inga underarter finns listade i Catalogue of Life.